# 20 Exchange Place
El 20 Exchange Place és un gratacel de tipus art déco, situat al barri de Manhattan a New York. Fa 226 metres, i 57 pisos, i la seva construcció es va acabar el 1931. El 20 Exchange Place està situat al Financial District prop de Wall Street, entre Beaver Street i l'Exchange Place.